# Орлова, Наталья Вячеславовна
Ната́лья  Вячесла́вовна Орло́ва (род. 12 мая 1948 года) — российский режиссёр-мультипликатор, сценарист и художник-постановщик, художник-мультипликатор. Заслуженный деятель искусств Российской Федерации (2013).

## Биография
В 1967 окончила Московскую Среднюю Художественную школу при институте им. В. И. Сурикова, в 1973 — ВГИК (мастерская И. П. Иванова-Вано), в 1984 году — Высшие курсы сценаристов и режиссёров.
В 1973-92 работала на киностудии «Союзмультфильм». Как художник-постановщик работала у режиссёров А. Ю. Хржановского, Р. А. Качанова, Г. М. Сокольского.
Художник-постановщик фильма «Тайна третьей планеты».
С 1985 года работала на киностудии, как режиссёр.
В 1992—1994 годах в качестве режиссёра-мультипликатора принимала участие в совместном проекте BBC и «Кристмас Филмз» — «Шекспир: Великие комедии и трагедии», где работала над эпизодами «Гамлет» и «Ричард III».
С 1994 — на киновидеостудии «Человек и время». С 2000 — художественный руководитель и режиссёр студии «Анимос».
Режиссёр мультфильма «Моби Дик» (1999), сделанного в технологии живопись по стеклу.
Снимает рисованные фильмы, работала в технике «порошка» и «живописи по стеклу».
Член Академии кинематографических искусств «Ника».

## Семья
- муж — режиссёр-документалист Тенгиз Семёнов;
- дочь — актриса театра и кино Екатерина Семёнова.
- Внуки — Никита (род. 1990) и Мария (род. 1997).

## Награды
- 1982 — Государственная премия СССР за фильм «Тайна третьей планеты».
- 2000 — ОРФАК в Тарусе: Диплом «за последовательную разработку оригинальной технологии» за фильм «Моби Дик»[2]
- 2005 — Премия «Ника» за лучший анимационный фильм — «Каштанка»[3]
- 2013 — Заслуженный деятель искусств Российской Федерации (22 апреля 2013 года) — за заслуги в области искусства[4]

## Фильмография

### Режиссёр
- 1985 «Волчок»
- 1986 «Переменка № 5. Не поделили»
- 1988 «Кому повем печаль мою?»
- 1992 «Гамлет», цикл «Шекспир: Великие комедии и трагедии»
- 1993 «Ричард III», цикл «Шекспир: Великие комедии и трагедии»
- 1998 «Optimus mundus 36. Зима»
- 1999 «Моби Дик»
- 2001 «Тимун и нарвал»
- 2004 «Каштанка»

### Сценарист
- 1975 «Непогода, непогода»
- 1986 «Лафертовская маковница»
- 1986 «Переменка № 5. Не поделили»
- 1998 «Optimus mundus 36. Зима»

### Художникдиафильма
- 1982 «100 лет тому вперёд (Коля в будущем)» (студия «Диафильм», 1982 год, выложен на сайте романтики.ру)

### Художник-постановщик
- 1976 «Дом, который построил Джек»
- 1977 «Серебряное копытце»
- 1978 «Чудеса в решете»
- 1978 «Мышонок Пик»
- 1981 «Тайна третьей планеты»
- 1982 «Волшебное лекарство»
- 1986 «Переменка № 5. Не поделили»
- 1987 «Дерево Родины»
- 1988 «Кому повем печаль мою?»
- 1990 «От того, что в кузнице не было гвоздя»
- 1998 «Optimus mundus 36. Зима»

### Художественный руководитель
- 2000 «Три сестры, которые упали в гору»
- 2002 «Желтухин»